# Tartessus nigrinervis
Tartessus nigrinervis är en insektsart som beskrevs av Schmidt 1926. Tartessus nigrinervis ingår i släktet Tartessus och familjen dvärgstritar. Inga underarter finns listade i Catalogue of Life.